# Забытый солдат
«Забытый солдат» (фр. Le Soldat oublié) — книга о Второй мировой войне, опубликованная впервые в 1967 г. за подписью Ги Зайер (фр. Guy Sajer; фамилия читается по правилам немецкого языка); впоследствии автор книги, художник Ги Мумину раскрыл своё авторство.

## Содержание книги
Книга представляет собой автобиографическое повествование от лица немецкого солдата, воюющего на Восточном фронте, то есть в СССР и, уже во время отступления немцев, в Польше. Герой книги, юноша из Эльзаса, которого в 1942 году, в возрасте 16 лет, призвали в германскую армию. После обучения он попадает сначала в транспортную часть, а затем в элитную дивизию «Великая Германия». Повествование книги заканчивается в 1945 г., когда часть, в которой служит герой, капитулирует перед войсками союзников, и герой попадает под расследование по вопросу о том, следует ли его считать немецким солдатом или французом-коллаборационистом.
Ги Зайер без прикрас описывает военный быт, беспощадность и бессмысленность войны. Неоднократно описываются случаи необоснованной жестокости по отношению к пленным солдатам и партизанам, однако они оправдываются такой же жестокостью со стороны противника. Не скрывает автор и преступлений, совершавшихся немецкими солдатами в отношении мирного населения, рассказывая о грабежах, изнасилованиях и убийствах.

## Проблема достоверности
Историки высказывали сомнения в достоверности книги Зайера, указывая на неточности в наименованиях воинских частей, несовпадение имён офицеров с данными архивов вермахта, некоторые сюжетные неувязки (см., в частности: Edwin L. Kennedy, Jr., «The Forgotten Soldier: Fiction or Fact?» // Army History, no. 22 (Spring 1992): 23-25). С точки зрения сторонников такой ревизии, книгу Зайера следует считать не столько мемуарами, сколько историческим романом с реальными прототипами. По мнению других специалистов — в частности, военного историка Дугласа Нэша, — неточности, содержащиеся в книге, совершенно непринципиальны, а в ряде случаев и вовсе не имеют места (так, Нэш показывает, что все споры о том, как именно называлась воинская часть Зайера и существовало ли в действительности подразделение под таким номером, возникают из-за несовпадения немецкой, французской и английской военной терминологии).

## Популярность книги
По словам Дугласа Нэша, „Забытый солдат“ на протяжении долгого времени был включён в рекомендательные списки чтения армейских подразделений США и подразделений морской пехоты. Военные и историки часто приводили его в качестве блестящего примера описания сражений глазами солдата-пехотинца. По „Забытому солдату“ два поколения военных читателей изучали реальность военных действий — прежде всего, в её человеческом измерении: как война воздействует на человека в физическом, психологическом и интеллектуальном отношении».

## Ги Зайер о своей книге
Если я решил публиковать мой роман под псевдонимом, то лишь для того, чтобы не смешивать две свои ипостаси. Но кое-какие лже-журналисты поспешили установить связь между ними. Теперь-то весь мир знает, что это я, но тогда я был в ярости. Это моя история — история человека, которому пришлось делать то, чего он вовсе не хотел. Когда Эльзас, где я жил, аннексировала Германия, мне было 13 лет. Из молодёжного лагеря в Страсбурге я перебрался в такой же лагерь в Келе, в Германии. Служить в организации «Трудовая повинность», военизированной, но не вооружённой, было не слишком почётно. Я мечтал стать настоящим солдатом, ничего не зная о войне. Вполне естественно, что я оказался в вермахте. И что бы вы от меня хотели? Чтобы я стал дезертиром и был расстрелян? Помимо войны, которая, конечно, настоящее зверство, у меня остались и хорошие воспоминания от того времени. Во время войны я не понимал, что происходит. Да, тащиться по грязи, не спать и бояться — это было ужасно. А после войны я узнал и понял многое, но до этого у меня не было никаких моральных проблем, потому что я не понимал, что происходит. Но я ни о чём не жалею, я доволен тем, что я всё это узнал, как бы это ни было жестоко. Я видел русских, которые вели себя как чудовища, я был на Восточном фронте и пережил самый большой страх в своей жизни. Но недавно я побывал несколько раз в России, и я ни на кого не держу зла. Но после публикации «Забытого солдата» ко мне приклеили ярлык фашиста. Если кто-то хочет в это верить — это их проблемы, меня такие вещи давно не беспокоят. «Забытый солдат» выдержал добрую дюжину изданий, принёс отличный доход издателю Лаффону и мне дал средства на годы жизни. И сегодня это бестселлер на нескольких языках. А некоторое время назад я вёл переговоры с Полом Верхувеном о возможной экранизации.